# Meredith Michaels-Beerbaum
Meredith Michaels-Beerbaum (Los Angeles, 26 de desembre de 1969) és una amazona de salt eqüestre estatunidenca. Esposa del genet alemany Markus Beerbaum.

## Palmarès Internacional
- 1999: Medalla d'or per equips en els Campionats d'Europa en Hickstead en Gran Bretanya amb Stella.
- 2004: 2ª en la Copa del Món en Milà, Itàlia i 1ª en la final de Top Tingues en Ginebra amb Shutterfly.[1]
- 2005: Medalla d'or per equips en els Campionats d'Europa de Sant Patrignano a Itàlia amb el Checkmate i el 1ª en la final de la Copa del Món de Salts a Las Vegas als EUA amb Shutterfly.
- 2006: Medalla de bronze individual i per equip de Jocs Eqüestres Mundials d'Aquisgrà en Alemanya i el 1ª de la Final Top Tingues en Ginebra amb Shutterfly.
- 2007: Medalla d'or en individual i de bronze per equip en el Campionat Europeu de Mannheim a Alemanya amb Shutterfly.
- 2008: 1ª en la final de la Copa del Món de Salts amb Shutterfly
- 2009: primera amazona a guanyar tres anys consecutius la final de la Copa del Món de Salts amb Shutterfly, medalla de bronze per equip en els Campionats d'Europa en Windsor, Gran Bretanya amb Checkmate.